# EasyJet Switzerland
EasyJet Switzerland SA, що діє як EasyJet Switzerland — швейцарський підрозділ бюджетної авіакомпанії Easyjet. Базується в аеропорту Женеви. Штаб-квартира авіакомпанії розташована в комуні Мерен, одній з комун кантону Женеви.

## Історія
Авіакомпанія була заснована 18 травня 1988 року під назвою TEA Basel і виконувала чартерні комерційні рейси з Швейцарії в різні міста Європи. У березні 1998 року 40% акцій TEA Basel були викуплені британської авіакомпанії Easyjet і з 1 квітня 1999 року TEA Basel стала виконувати всі свої рейси під маркою easyjet, і потім була перейменована в EasyJet Switzerland. Станом на 2013 рік 51% акцій компанії належать приватним інвесторам, решта 49% належать компанії EasyJet plc, а персонал компанії налічував 770 осіб.

## Маршрутна мережа
EasyJet Switzerland володіє двома базами в аеропортах Женеви та Базеля, звідки виконує регулярні рейси в міста Бельгії, Великої Британії, Греції, Данії, Єгипту, Ізраїлю, Італії, Іспанії, Марокко, Португалії, Франції.

## Флот

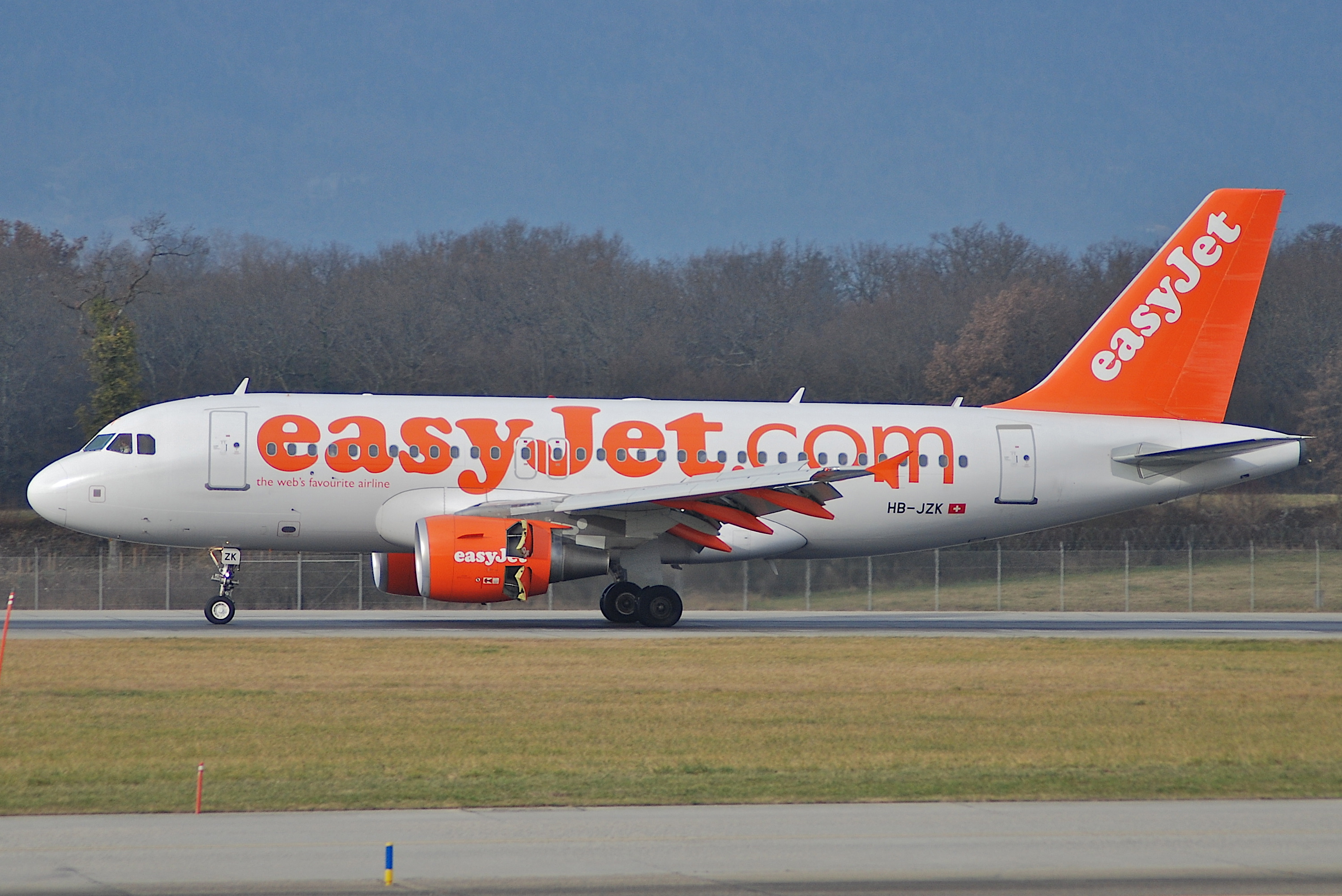
Airbus A319 EasyJet Switzerland в аеропорту Женеви

Станом на травень 2014 року флот авіакомпанії складається з таких літаків:
Всі літаки авіакомпанії передаються від материнської компанії EasyJet в однокласному компонуванні економічного класу.
Також EasyJet Switzerland раніше використовувала літаки Boeing 737-300, які надалі замінили Airbus A319.